# Río Gallegos
Pour les articles homonymes, voir Gallegos.
Río Gallegos  est une ville d'Argentine et la capitale de la province de Santa Cruz. Elle est située sur l'estuaire du fleuve Río Gallegos, dans le département de Güer Aike, dont elle est aussi le chef-lieu. La ville est située à 20 m d'altitude, à 2 636 km de Buenos Aires. Sa population s'élevait à 79 144 habitants en 2001.

## Histoire
Jofré de Loaiza, premier européen à découvrir le fleuve en 1525, le nomma Río de San Idelfonso. Le fleuve prit le nom de Río Gallegos après sa découverte en 1535 par l'expédition de Simón de Alcazaba.
La région commence à être colonisée à la fin du XIXe siècle dans le contexte de la ruée vers l'or en Terre de Feu et de la découverte de pétrole et de gaz dans les environs. En 1885, la préfecture maritime est installée dans la ville. En 1888, Rio Gallegos devient la capitale du territoire devenu par la suite province de Santa Cruz à la place de Puerto Santa Cruz, une décision confirmée en 1904. En partie concurrencée par la ville chilienne de Punta Arenas, elle assoit sa croissance sur l'élevage ovin qui a entraîné l'ouverture de chambres frigorifiques pour exporter la viande ou encore le pétrole. Elle est aussi une ville étape du tourisme en Patagonie, permettant tout à la fois de rejoindre la Terre de Feu et le parc national Los Glaciares.
En 1982, lors de la guerre des Malouines, la ville de Rio Gallegos est une base aérienne de l'armée de l'air argentine d'où décollent des Dassault Mirage III et des Douglas A-4 Skyhawk.
L'ancien président argentin Néstor Kirchner fut intendant de Río Gallegos entre 1987 et 1991. Il y est enterré après sa mort en 2010.

## Climat
| Mois                              | jan. | fév. | mars | avril | mai  | juin | jui. | août | sep. | oct. | nov. | déc. | année |
| --------------------------------- | ---- | ---- | ---- | ----- | ---- | ---- | ---- | ---- | ---- | ---- | ---- | ---- | ----- |
| Température minimale moyenne (°C) | 3,1  | 2,8  | 0,7  | −2,2  | −5,7 | −6,2 | −6,9 | −5,1 | −4,3 | −2,1 | 0,7  | 2,1  | −1,9  |
| Température maximale moyenne (°C) | 15,1 | 15,1 | 12,3 | 7,9   | 3,2  | 0    | −1,6 | 2,4  | 6,6  | 9,9  | 12,8 | 14,4 | 8,2   |

Rio Gallegos est soumis à un climat semi-aride. Le vent y souffle en abondance.
La ville possède un aéroport international qui est la base de vols vers l'Antarctique.
À quelque 20 km de la ville, vers l'océan Atlantique, se trouve le port de Punta Loyola, qui est le point de sortie du charbon que l'on extrait à Río Turbio et d'une partie du pétrole extrait du bassin austral.
Un chemin de fer la connecte avec Río Turbio, la principale zone d'extraction de houille du pays jusqu'à présent (2005).